# Espadim

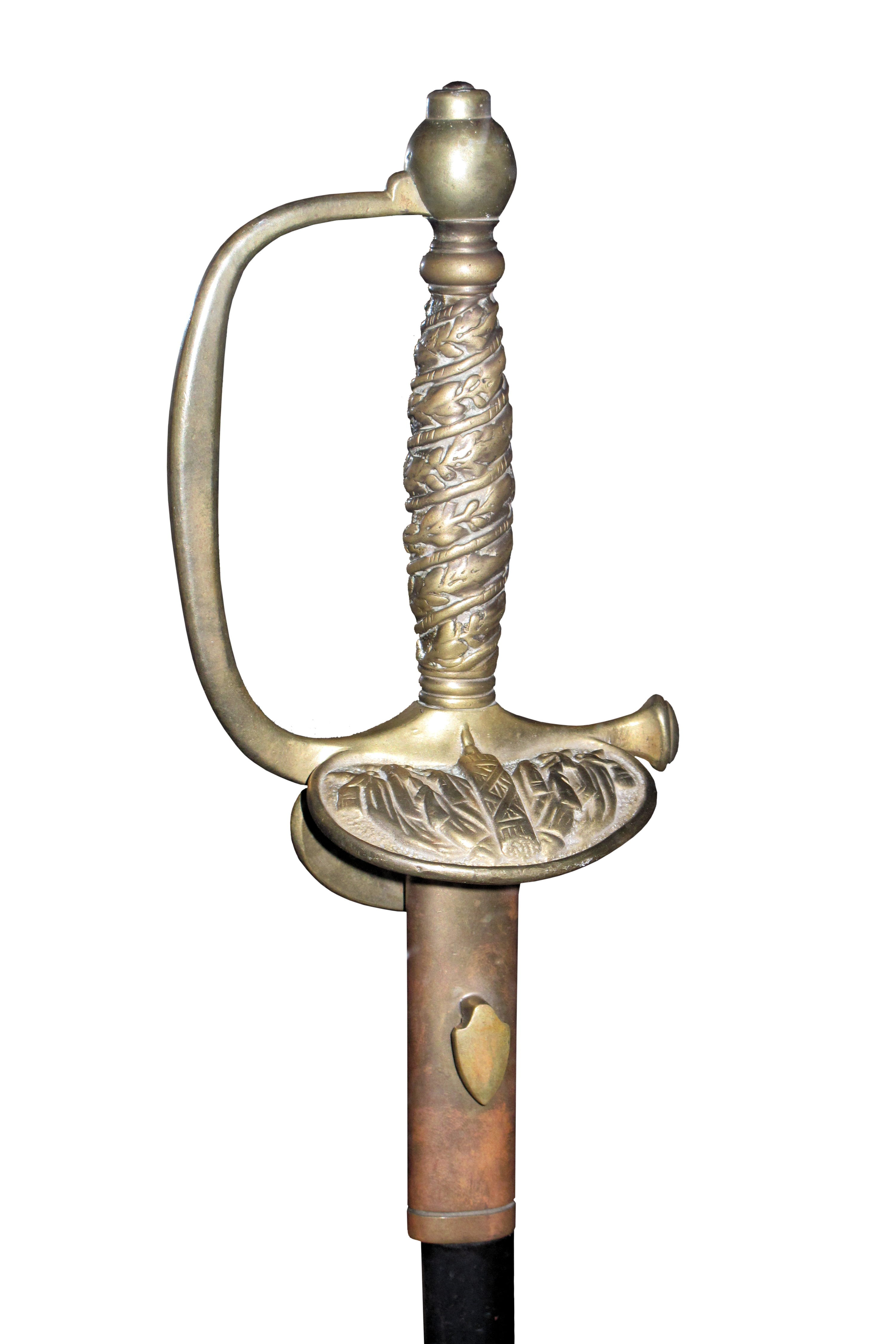
Espadim de oficiais italianos

Espadim ou faim é uma espada em escala reduzida de uma maior, com todas as suas características e, em geral, mais aparatosa.  Terá aparecido por volta da segunda metade do século XVII ou já princípio do século XVIII, tendo rapidamente substituindo a rapieira, que lhe servira de modelo original.
Foi amplamente utilizada sensivelmente até pouco depois do primeiro quartel do século XIX, como arma de autodefesa, tendo sido a arma percursora da espada de esgrima, o seu manejo serviu de base para a formação da metodologia da esgrima moderna, pelo menos no que respeita à escola clássica francesa. 
Uma vez que era, por sinal, uma arma perfurante, ideada para o ataque de estocada, raramente se usava para cortar, no entanto, a lâmina possuía um gume, para desencorajar os adversários de a tentar agarrar.
Nasacademias militares de diversos países ainda hoje em dia é comum a sua utilização pelos aspirantes a oficial.

## Feitio
No que respeita ao seu feitio e dimensões tradicionais, as mais pequenas mediam pouco mais de meio metro, ao passo que as maiores podiam chegar a um metro de comprimento, pesando entre 500 gramas a 770 gramas. Uma das suas peculiaridades é a lâmina triangular, embora os primeiros protótipos de faim ainda conservassem o remate rômbico das rapieiras. Este tipo de lâmina é o ideal para aparar os golpes de várias lâminas diferentes ao mesmo tempo, por permitir manobras (tretas) rotativas, para afastar as talhadas adversárias. 
O guarda-mão clássico tanto podia ser em copo ou sino à feição do estilo ibérico, como em arame à feição dos estilos italianos, como em conquilha à feição dos estilos francês e alemão, sendo certo que, tradicionalmente, também é comum ter estribo ou asa até ao pomo.

## História

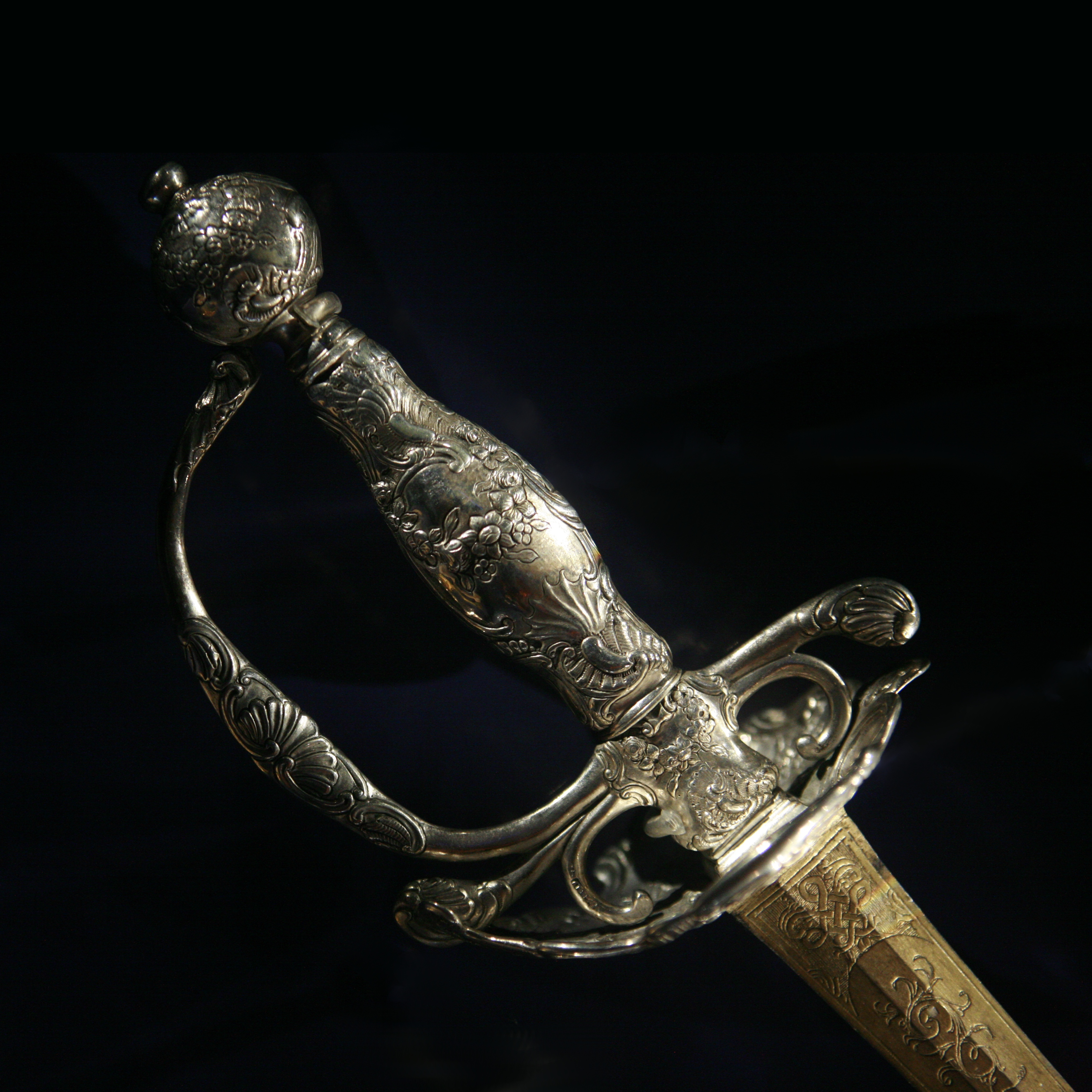
Empunhadura ornamental do espadim dos armeiros J.F. Senckeysen e J.J. Dörfer - Strasburgo, ca. 1765

Na viragem do século XVII, o teatro bélico europeu foi ao encontro de uma das suas evoluções mais significativas. A espada e o pique deixaram de ser armas distintivas dos soldados de infantaria, cedendo lugar aos mosquetes dotados de baioneta, ao passo que a cavalaria se começava a afeiçoar aos sabres e às pistolas. Foi neste complexo contexto que se originou o espadim, perfilando-se como o elo de ligação entre a esgrima tradicional e a esgrima desportiva.
Longe de desaparecer, a prática do combate com armas brancas atingiu, na pendência do século XVIII, o mais alto expoente da sua perfeição, com um significativo aumento da produção literária por parte dos mestres de esgrima. Arma, por excelência, da nobreza, dos altos oficiais das forças armadas e de mestres especializados, a espada veio a ser aperfeiçoada na sua forma, volvendo-se no instrumento ideal para desferir a "estocada perfeita", completando o percurso principiado no Renascimento tardio quando, ainda antes da difusão do sabre, a esgrima europeia tinha cindido claramente as armas destinadas à estocada (rapieira) daquelas destinadas às talhadas e golpes cortantes (espadão).
Doravante uma parte integrante da bagagem cultural do gentil-homem, num contexto socio-político europeu em que a nobreza e rica burguesia se andavam a caldear, para formar uma nova forma de aristocracia, a esgrima aperfeiçoou-se, graças aos espadins e ao florete, que se avultavam como as armas propedêuticas, por excelência, utilizadas nas lições dos grandes mestres de esgrima, para treinar as estocas, no cômputo da duelística. Paralelamente, num contexto bélico, em que ainda se via o soldado apeado a servir-se de armas híbridas, que estavam a meio termo entre a espada e a baioneta encastrada no cano da espingarda, não será senão já na segunda metade do século XIX, que o espadim se há-de tornar na arma oficial distintiva das altas patentes da infantaria.
Os oficiais de infantaria armados de espadim figuraram ainda nas forças expedicionárias que terçaram armas na Primeira Guerra Mundial e, se bem que mais raramente, na Segunda Guerra Mundial.

## Espadins em Portugal

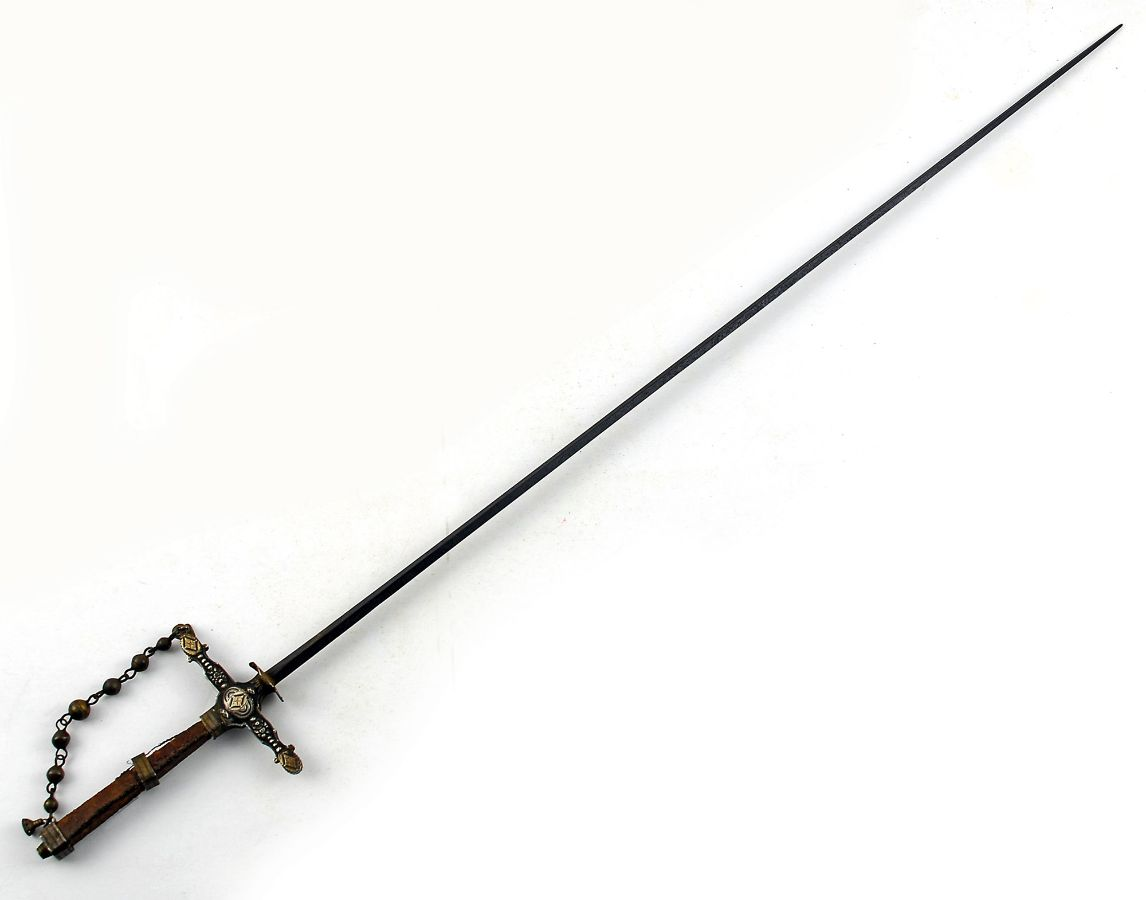
Quitó. Espadim português usado no século XVIII

O expoente mais característico dos espadins na história de Portugal foi o quitó, que se tornou moda no século XVIII no país e cuja lâmina, pela lei joanina de 1719, não podia exceder três palmos.
É o quitó que traz para Portugal o advento dos espadins e pauta o halali das espadas pesadas e chanfalhos, que abundaram, até ao princípio do século XVIII, nos talins e boldriés dos espadachins.
O quitó substituiu a espada larga seiscentista, estilo toledano ou holandês, que chegava a medir até seis palmos, não tanto pelas sucessivas tentativas da lei em tentar diminuir as dimensões da arma ou de tentar cercear o uso de armas de guerra no âmbito da vida civil  mas antes por força da entrada avassaladora da moda francesa, por sinal de jaez mais afeminado, no reinado de D. João V, cujo vestuário casquilho e delicado, pura e simplesmente, não permitia aos homens portar armas tão grandes e pesadas . A moda portuguesa sentiu necessidade de adaptar-se aos tempos e à moda europeia, que no século XVIII já via o uso casual desse tipo de armamento pesado como um sinal anacrónico, de uma severidade viril que entrava lentamente em desuso .